# Pristimantis festae
Pristimantis festae är en groddjursart som först beskrevs av Mario Giacinto Peracca 1904.  Pristimantis festae ingår i släktet Pristimantis och familjen Strabomantidae. IUCN kategoriserar arten globalt som starkt hotad. Inga underarter finns listade i Catalogue of Life.